# Palazzo del Panormita

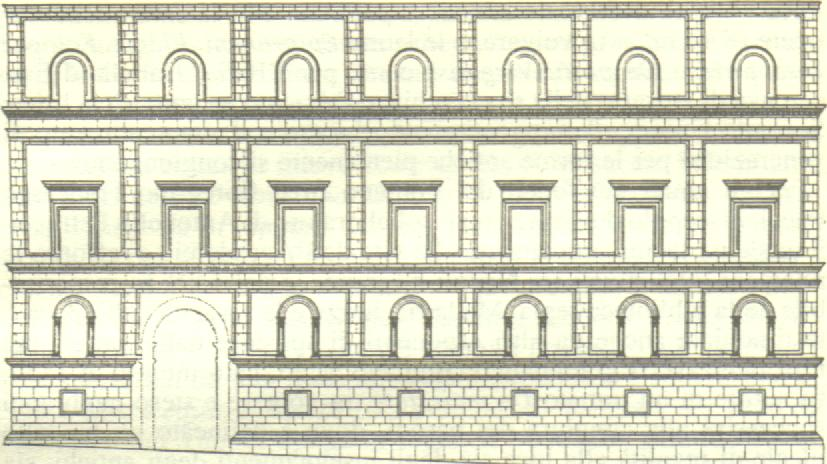
Disegno da una stampa di palazzo Panormita

Il palazzo del Panormita è un edificio di interesse storico ed architettonico di Napoli e rappresenta uno dei migliori esempi rinascimentali insieme al palazzo Carafa e al palazzo Marigliano. Fronteggia il palazzo Capomazza di Campolattaro.
Il palazzo sorge lateralmente al largo corpo di Napoli, su via Nilo, in una zona la cui strada era definita de Bisi, che deriva dal napoletano mpisi, termine che indicava la gente da impiccare che passava di lì; il Panormita  (palermitano), noto letterato italiano, si fece erigere la propria abitazione in quel punto della città, affidando il progetto all'architetto ed imprenditore Giovanni Fillippo De Adinolfo, alla morte del quale subentrarono Giovanni Francesco Mormando e Giovanni Francesco Di Palma che, agli inizi del Cinquecento, completarono l'opera.
Nel Seicento venne venduto ai discendenti del Beccadelli, cioè ai Capece Galeota; durante il padronato dei Capece il palazzo non ebbe grandi modifiche strutturali, ma venne affrescato modestamente.
La facciata poggia su un basamento in piperno con aperture regolari, mentre il resto è composto da una griglia in piperno che inquadra le finestre inserite nella struttura muraria in opus reticulatum.
Le finestre del mezzanino sono a tutto sesto, con arco poggiante su pilastri con capiltello; quelle del piano nobile sono rettangolari con trabeazione che funge da cornice; infine, tra il primo piano e il secondo si trova un imponente cornicione oltre il quale si aprono le finestre ad arco del secondo piano.